# Érico Ferrari
Érico Ferrari (* 20. März 1928 in Nova Palma, Rio Grande do Sul, Brasilien; † 29. April 1973) war ein brasilianischer Geistlicher und römisch-katholischer Bischof von Santa Maria.

## Leben
Érico Ferrari empfing am 7. Oktober 1951 das Sakrament der Priesterweihe.
Am 29. April 1971 ernannte ihn Papst Paul VI. zum Bischof von Santa Maria. Der Erzbischof von Porto Alegre, Alfredo Vicente Kardinal Scherer, spendete ihm am 26. Juni desselben Jahres die Bischofsweihe; Mitkonsekratoren waren die Weihbischöfe Antônio do Carmo Cheuiche OCD und Edmundo Luís Kunz aus Porto Alegre. Die Amtseinführung im Bistum Santa Maria fand am folgenden Tag statt. Sein Wahlspruch war Serviamus cum laetitia (Dienen mit Freude).
Érico Ferrari starb genau zwei Jahre nach seiner Ernennung zum Bischof auf einer Fahrt in seinen Geburtsort bei einem Autounfall. Sein Grab befindet sich in der Krypta des Heiligtums Nossa Senhora Medianeira, an dessen Gründung er seit 1970 beteiligt war.